# 史密斯威森M629 2.625英吋型左輪手槍
史密斯威森M629 2.625英吋型（英語：Smith & Wesson Model 629 2.625"）是一款由美国槍械公司史密斯威森旗下的性能中心以史密斯威森M629（史密斯威森M29的不鏽鋼底把版本）為藍本研製及生產的6發式“N型底把”雙動操作式個人防護及狩獵用途左輪手槍，發射火力強大的.44 Remington Magnum雷明登馬格南或火力相對較弱的.44 S&W特種彈這二種子彈。

## 概述
史密斯威森M629 2.625英吋型左輪手槍具有一根無槍口制退器或馬格那孔的66.675毫米（2.625英吋）槍管。6發弹巢為無溝槽式設計以增加強度。這把左輪手槍使用的是不鏽鋼底把，並且使用啞光表面處理和木製握把。

## 資料來源
- （英文）—Manfacturer: Smith & Wesson （页面存档备份，存于）—Model 629

## 外部連結
- （英文）—Smith & Wesson M629 Revolver 170135, 44 Remington Magnum, 2 5/8 in, Wood Grip, Matte Stainless Finish, 6 Rd （页面存档备份，存于）
- （英文）—Handguns - Smith & Wesson - 629PC - S&W 629PC 44MAG 2-5/8inch 6SHT - co[永久]
- （英文）—GunGunsGuns.net—Smith & Wesson Model 629 （页面存档备份，存于）